# Washington (Arkansas)
Washington es una ciudad ubicada en el condado de Hempstead en el estado estadounidense de Arkansas. En el Censo de 2020 tenía una población de 94 habitantes y una densidad poblacional de 36,02 personas por km².

## Geografía
Washington se encuentra ubicada en las coordenadas 33°46′23″N 93°41′0″O / 33.77306, -93.68333. Según la Oficina del Censo de los Estados Unidos, Washington tiene una superficie total de 2.61 km², de la cual 2.61 km² corresponden a tierra firme y (0%) 0 km² es agua.

## Demografía
Según el censo de 2010, había 180 personas residiendo en Washington. La densidad de población era de 69,08 hab./km². De los 180 habitantes, Washington estaba compuesto por el 52.22% blancos, el 43.33% eran afroamericanos, el 0% eran amerindios, el 0.56% eran asiáticos, el 0% eran isleños del Pacífico, el 2.22% eran de otras razas y el 1.67% pertenecían a dos o más razas. Del total de la población el 2.22% eran hispanos o latinos de cualquier raza.